# 桑帕约
桑帕约是巴西托坎廷斯州的一个市镇。总面积200.813平方公里，总人口3672人，人口密度18.3人/平方公里。